# East Galesburg
Pour les articles homonymes, voir Galesburg.
East Galesburg est une municipalité américaine située dans le comté de Knox en Illinois.
Lors du recensement de 2010, sa population est de 812 habitants. La municipalité s'étend alors sur une superficie de 1,49 mille carré (3,86 km2), dont 0,05 mille carré (0,13 km2) d'étendues d'eau.